# Großsteingrab Bellingen
Das Großsteingrab Bellingen war eine megalithische Grabanlage der jungsteinzeitlichen Tiefstichkeramikkultur bei Bellingen, einem Ortsteil von Tangerhütte im Landkreis Stendal, Sachsen-Anhalt. Das Grab wurde im 18. oder 19. Jahrhundert zerstört.

## Lage
Das Grab befand sich außerhalb von Bellingen in Richtung Dahrenstedt.

## Forschungsgeschichte
Erstmals dokumentiert wurde die Anlage von Johann Christoph Bekmann in seiner 1751 erschienenen Historie der Chur und Mark Brandenburg. Johann Friedrich Danneil erwähnte es bei seiner ersten systematischen Aufnahme der altmärkischen Großsteingräber in den 1830er und 1840er Jahren nicht. Vermutlich war es in der Zwischenzeit bereits vollständig abgetragen worden. Auch Eduard Krause und Otto Schoetensack konnten bei einer erneuten Aufnahme in den 1890er Jahren keine Überreste mehr feststellen.

## Beschreibung
Nach Bekmanns Beschreibung waren von dem Grab im 18. Jahrhundert noch 17 Steine vorhanden, die in zwei Reihen standen. Offenbar handelte es sich um die Reste der Umfassung.

## Das Grab in regionalen Sagen
Um das Grab rankt sich eine ähnliche Sage wie um die zerstörten Großsteingräber bei Ballerstedt. Demnach sollen die Steine zum Gedenken an eine erste Schlacht zwischen Markgraf Huder (Udo von Freckleben) und Graf Albrecht (Albrecht der Bär) bei Dahrenstedt aufgestellt worden sein, während die Gräber bei Ballerstedt Gedenksteine an eine folgende Schlacht gewesen sein sollen. Nach einer Chronik von Christoph Entzelt sollen bei dem vermeintlichen Schlachtfeld von Dahrenstedt im 16. Jahrhundert auch zahlreiche menschliche Schädel entdeckt worden sein.